# 朱吾弼
朱 吾弼（しゅ ごひつ、生没年不詳）は、明代の官僚。字は諧卿。本貫は瑞州府高安県。

## 生涯
1589年（万暦17年）、進士に及第した。はじめ寧国府推官に任じられた。北京に召還されて南京御史に任じられた。1596年（万暦24年）、東閣大学士の趙志皋の従弟の趙学仕が南京工部主事をつとめていたが、不正な蓄財のために摘発された。南京の刑部は趙志皋に遠慮して、その罪を軽くしようと、饒州通判に左遷するよう上奏した。吾弼が上疏してこれを批判したことから、趙学仕は辺境に流されて一兵卒とされた。吾弼は国本を建て、閣臣を簡素にし、言官を補任し、鉱山税を廃止するよう奏請したが、万暦帝に聞き入れられなかった。1601年（万暦29年）、山西巡撫の魏允貞が税使の孫朝に告発された。吾弼は孫朝を欺罔の罪で取り調べるよう請願した。広東税使の李鳳乾が失脚した件や王遇桂が江南の田地売買契約にかかる税を求めた件について、吾弼はいずれも上疏してその罪を批判した。
1603年（万暦31年）、楚王府の一族の朱華趆が楚王朱華奎と弟の宣化王朱華壁についていずれも楚恭王朱英㷿の子ではないと告発する事案が発生し、郭正域が調査を求めた。首輔の沈一貫は楚王朱華奎を支持し、給事中の銭夢皋や楊応文を使嗾して郭正域を弾劾させた。朝廷において楚王府の事件に言及する者はほぼおらず、吾弼と御史の林秉漢だけが詳細な調査を求めた。このため吾弼と林秉漢は沈一貫らに憎まれることになった。1605年（万暦33年）、銭夢皋が北京の官吏の考課にかかって降格しそうになり、林秉漢を郭正域の鷹犬と呼んで告発し、その批判は沈鯉・楊時喬・温純に及んだ。林秉漢は罪に問われて貴州按察司検校に左遷されたが、銭夢皋は留任できた。郎中の劉元珍がこれを批判したが、かえって譴責を受けた。吾弼は再び上疏して劉元珍を弁護し、銭夢皋の降格を求め、沈一貫を強く批判した。吾弼は万暦帝の意思に逆らったとして、年俸の1年停止の処分を受け、病を口実にして官を去った。家居すること3年、南京光禄寺少卿として起用され、北京に召還されて大理寺右丞となった。斉・楚・浙の三党が東林党を攻撃すると、吾弼はまた病を理由に辞職して帰郷した。1620年（泰昌元年）、天啓帝が即位すると、吾弼は北京に召還された。南京太僕寺卿に転じた。1625年（天啓5年）、御史の呉裕中に弾劾されて罷免された。著書に『明留台奏議』20巻があった。